# 이수일 (경찰공무원)
이수일(李秀一, 1942년 11월 8일 ~ 2005년 11월 20일)은 전북 완주 출생의 대한민국의 전직 경찰 공무원(행정직공무원 출신의 경찰공무원)이었다.
그는 공직 퇴임 이후, 호남대학교 총장을 역임하다 2005년 당시, 지난 국정원 2차장 시절 불법 도청과 관련해 조사를 받다가 2005년 11월 20일 자택에서 목을 매 자살했다.

## 학력
- 중동고등학교 졸업
- 서울대학교 법학 학사
- 원광대학교 행정대학원 행정학 석사

## 경력
- 1971년: 행정고시 10회
- 1971년: 전라북도청 행정사무관
- 1976년: 경정 특채
- 1986년 1월: 종암경찰서 서장(총경)
- 1991년 1월: 경찰청 감찰과장
- 1991년 7월: 전북지방경찰청 청장(경무관)
- 1992년 7월: 경찰청 교통지도국장
- 1993년 3월: 경찰청 기획관리관(치안감)
- 1994년 5월: 경기지방경찰청 청장
- 1995년 7월: 경찰청 형사국장
- 1995년 12월: 경찰대학교 학장(치안정감)
- 1997년 3월 ~ 1999년 10월: 감사원 감사위원(차관급)
- 1999년 10월 ~ 2001년 4월: 제18대 감사원 사무총장
- 2001년 4월 ~ 2001년 11월: 제9대 한국감정원 원장
- 2001년 11월 ~ 2003년 4월: 제26대 국가정보원 제2차장
- 2003년 12월 ~ 2005년 11월 20일: 제8대 호남대학교 총장